# Saison 1 de The Mandalorian
Chronologie
Saison 2
La première saison de The Mandalorian est constituée de huit épisodes. Créée par Jon Favreau, la série se déroule 5 ans après l'épisode VI, Le Retour du Jedi, et 25 ans avant Le Réveil de la Force, de la série de films Star Wars, et raconte les aventures d'un mercenaire mandalorien au-delà des territoires contrôlés par la Nouvelle République,.
Elle débute sur Disney+ avec l'épisode Le Mandalorien, diffusé le 12 novembre 2019, et se termine avec l'épisode Rédemption diffusé le 27 décembre 2019. En France, elle est diffusée du 7 avril 2020 au 1er mai 2020, sur Disney+. Le premier épisode ayant été diffusé aussi sur Canal+, C8 et CStar.

## Synopsis
Après la chute de l'Empire et la fondation de la Nouvelle République, le métier de chasseur de primes ne paie plus. Le Mandalorien, surnommé Mando, connu pour être un des plus redoutables chasseurs de primes, accepte un contrat non officiel. Il s'agit pour lui, moyennant une prime élevée, de retrouver et de ramener à ses commanditaires un être vivant de 50 ans. En cours de mission, Mando découvre que, malgré son âge c'est un bébé ou un enfant de la même espèce que Yoda (espèce dont la durée de vie est de plusieurs siècles). Il découvre aussi que sa cible maîtrise déjà la Force. Après avoir rempli son contrat auprès d'un vieil homme portant un insigne de l'Empire entouré de nombreux Stormtroopers, et touché la prime, le Mandalorien se ravise, et revient sauver l'Enfant. Il doit ensuite prendre la fuite avec lui, poursuivi par tout ce que la galaxie compte de chasseurs de primes lancés à leurs trousses, ainsi que par une garnison d'Impériaux émergeant des cendres de l'Empire…

## Distribution

### Principaux
- Pedro Pascal (VF : Dominique Guillo) : Le Mandalorien / Din Djarin[3]
- Gina Carano (VF : Céline Ronté) : Carasynthia « Cara » Dune
- Carl Weathers (VF : Rody Benghezala) : Greef Karga
- Nick Nolte (VF : Jacques Frantz) : Kuiil (voix)
- Taika Waititi (VF : Stéphane Ronchewski)  : IG-11 (voix)
- Giancarlo Esposito (VF : Serge Faliu) : Moff Gideon[Note 1]

### Récurrents
- Werner Herzog (VF : Frédéric Cerdal) : Le Client
- Omid Abtahi (VF : Nessym Guetat) : Dr Pershing
- Emily Swallow (VF : Audrey Sourdive) : Armurière mandalorienne
- Julia Jones (VF : Marie-Eugénie Maréchal) : Omera

### Invités
- Horatio Sanz (en) (VF : Laurent Maurel) : Mythrol, chasseur de primes (épisode 1)
- Brian Posehn : un pilote de speeder (épisode 1)
- Jake Cannavale (VF : Alexandre Gillet) : Toro Calican, apprenti chasseur de primes (épisode 5)
- Ming-Na (VF : Diane Dassigny) : Fennec Shand (épisode 5)
- Bill Burr (VF : Jérôme Pauwels) : Mayfeld (épisode 6)
- Mark Boone Junior (VF : Paul Borne) : Ranzar Malk (épisode 6)
- Natalia Tena (VF : Anne Rondeleux) : Xi'an (épisode 6)
- Ismael Cruz Córdova (VF : Sébastien Desjours) : Qin (épisode 6)
- Clancy Brown (VF : Michel Vigné) : Burg (épisode 6)
- Matt Lanter : Lieutenant Davan, superviseur du transport carcéral républicain Bothan-5 (épisode 6)
- Richard Ayoade : Q9-0 (épisode 6)
- Dave Filoni : Trapper Wolf, pilote de X-wing de la Nouvelle République (épisode 6)
- Rick Famuyiwa : Jib Dodger, pilote de X-wing de la Nouvelle République (épisode 6)
- Deborah Chow : Sash Ketter, pilote de X-wing de la Nouvelle République (épisode 6)
- Jason Sudeikis (VF : Alexis Victor) : scout-trooper #1 (épisode 8)
- Adam Pally : Scout trooper #2 (épisode 8)

 Sources et légende : version française (VF) sur RS Doublage et Allodoublage.

## Production
Une série télévisée Star Wars en direct est entrée en production au début de l'année 2009, avec plus de 50 scripts écrits en 2012, mais Lucasfilm avait jugé le projet trop coûteux à produire en raison du contenu complexe. Son titre devait être Star Wars: Underworld. En janvier 2013, à la suite de la vente de Lucasfilm à Walt Disney Company le 30 octobre 2012, le président du réseau de télévision ABC, Paul Lee, s’est exprimé sur l’état actuel de la série en commentant que « nous aimerions faire quelque chose avec Lucasfilm, nous ne savons pas encore quoi. On ne s’est même pas assis avec eux. Nous allons regarder [le projet], nous allons les regarder tous, et voir ce qui est juste. Nous n’avons pas été en mesure d’en discuter avec eux jusqu’à ce que [l’acquisition] soit terminée et qu’elle se termine. Il va certainement faire partie de la conversation ».
En juin 2014, plus de détails concernant la série ont été révélés, y compris que l'apparition de Boba Fett.
Le 6 février 2018, il est rapporté que Bob Iger a révélé lors d'une autre conférence avec des investisseurs, que plusieurs séries télévisées Star Wars en prise de vues réelles étaient en développement.
Le 8 mars 2018, il est annoncé que la prochaine série sera écrite et produite par Jon Favreau. Le 10 mai 2018, Jon Favreau confirme lors de l'avant-première mondiale de Solo: A Star Wars Story que la série télévisée se déroulera trois ans après la fin de Le Retour du Jedi, et que la moitié du script de la première saison est terminée,.

## Liste des épisodes

### Chapitre 1:Le Mandalorien
- États-Unis : 12 novembre 2019 sur Disney+
- France : 7 avril 2020 sur Disney+, Canal+, C8, CStar[14]

- France : 1,54 million de téléspectateurs[15] (première diffusion)

- Carl Weathers (Greef Karga)
- Werner Herzog (Le Client)
- Omid Abtahi : (Dr. Pershing)
- Nick Nolte : (Kuiil (voix))
- Taika Waititi : (IG-11 (voix))
- Horatio Sanz (en) : (Mythrol)
- John Beasley : (Barman)
- Emily Swallow (armurière mandalorienne)

### Chapitre 2:L'Enfant
- États-Unis : 15 novembre 2019 sur Disney+
- France : 7 avril 2020 sur Disney+

- Nick Nolte (Kuiil (voix))
- Misty Rosas (Kuiil)

### Chapitre 3:Le Péché
- États-Unis : 22 novembre 2019 sur Disney+
- France : 7 avril 2020 sur Disney+

- Werner Herzog (Le Client)
- Omid Abtahi (Dr. Pershing)
- Carl Weathers (Greef Karga)
- Emily Swallow (Armurière mandalorienne)
- Tait Fletcher (Paz Vizsla)

### Chapitre 4:Le Sanctuaire
- États-Unis : 29 novembre 2019 sur Disney+
- France : 7 avril 2020 sur Disney+

- Gina Carano (Cara Dune)
- Julia Jones (Omera)
- Asif Ali (Caben)
- Eugene Cordero (Stokes)

### Chapitre 5:Le Mercenaire
- États-Unis : 6 décembre 2019 sur Disney+
- France : 10 avril 2020 sur Disney+[16]

- Amy Sedaris (Peli Motto)
- Jake Cannavale (Toro Calican)
- Ming-Na (Fennec Shand)
- Troy Kotsur (un Tusken)
- Mark Hamill (EV-9D9 (voix - non crédité))

### Chapitre 6:Le Prisonnier
- États-Unis : 13 décembre 2019 sur Disney+
- France : 17 avril 2020 sur Disney+[17]

- Mark Boone Junior (Ranzar Malk)
- Bill Burr (Migs Mayfeld)
- Natalia Tena (Xi'an)
- Clancy Brown (Burg)
- Ismael Cruz Córdova (Qin)
- Matt Lanter (Lieutenant Davan)
- Dave Filoni (Pilote Trapper Wolf)
- Rick Famuyiwa (Pilote Jib Dodger)
- Deborah Chow (Pilote Sash Ketter)
- Richard Ayoade (Zero (voix))

### Chapitre 7:La Confrontation
- États-Unis : 18 décembre 2019 sur Disney+

- Carl Weathers (Greef Karga)
- Gina Carano (Cara Dune)
- Nick Nolte (Kuiil (voix))
- Misty Rosas (Kuiil)
- Taika Waititi (IG-11 (voix))
- Werner Herzog (Le Client)
- Giancarlo Esposito (Moff Gideon)
- Adam Pally (Scout Trooper #1)

- Cet épisode marque la mort du "Client".
- À partir de cet épisode, Greef Karga devient l'ami du Mandalorien.

### Chapitre 8:Rédemption
- États-Unis : 27 décembre 2019 sur Disney+

- Taika Waititi (IG-11 (voix))
- Giancarlo Esposito (Moff Gideon)
- Gina Carano (Cara Dune)
- Carl Weathers (Greef Karga)
- Emily Swallow (Armurienne mandalorienne)
- Jason Sudeikis (Scout Trooper #1)
- Adam Pally (Scout Trooper #2)
- Aidan Bertola (Din Djarin, jeune)

Alors que les deux Scout Troopers retournent à la ville, ils sont rejoints par IG-11, qui les neutralise et récupère l'Enfant avant de prendre une des motospeeders et de foncer en ville. En ville, le chef impérial pose un ultimatum au petit groupe de mercenaires. Il connaît et révèle les identités et le passé de chacun, dont le nom du Mandalorien : Din Djarin. Ce dernier explique alors que le chef impérial n'est autre que Moff Gideon, censé être mort, et révèle son passé : il était un orphelin sauvé par les Mandaloriens durant la Guerre des Clones et adopta leur credo, devenant lui-même l'un des leurs. La seule trace de son identité réelle était sur Mandalore, et Moff Gideon était agent de liaison du BSI (Bureau de la Sécurité Impériale) sur ce monde et par conséquent le seul à pouvoir connaître le véritable nom du Mandalorien.
Grâce à l'arrivée de IG-11, Cara et Din arrivent à gagner du temps pour s'enfuir mais le Mandalorien est gravement blessé par un tir bien placé de Moff Gideon. Alors que Greef et Dune partent avec l'Enfant dans les égouts, IG-11 le soigne, respectant la promesse de ne pas retirer son casque devant un être vivant, le droïde ne se considérant pas comme vivant. Après avoir rejoint le petit groupe dans les égouts, ils retrouvent L'Armurière en train de fondre les armures vides des Mandaloriens morts ou partis. Ayant écouté le récit de Din et la description des pouvoirs de l'enfant, elle identifie son peuple: un ordre de sorciers appelés « Jedi », autrefois ennemis des Mandaloriens. Elle donne alors à Din son symbole de clan et un jetpack en Beskar et lui explique que selon le code des Mandaloriens, il est désormais le père de l'Enfant et le restera jusqu'à ce qu'il l'ait ramené à son peuple. L'Armurière tue ensuite, à elle seule, une escouade de stormtroopers lancée à la poursuite du groupe. Continuant leur fuite à travers les égouts, puis sur une barque dans une rivière de lave souterraine, ils se préparent à tomber dans un guet-apens impérial à leur sortie en plein air, mais IG-11 décide de se sacrifier. Il active alors son protocole d'autodestruction afin de dégager la voie pour le reste du groupe.